# Onyeka Okongwu
Onyeka Okongwu, né le 11 décembre 2000 à Los Angeles en Californie, est un joueur américano-nigérian de basket-ball mesurant 2,03 m et évoluant au poste de pivot.

## Biographie
Il joue une saison en université avec les Trojans d'USC. Le 25 mars 2020, il se présente pour la draft 2020 et est sélectionné en 6e position par les Hawks d'Atlanta.

## Palmarès

### high school
- Chino Hills High School (2014-2017)

### Universitaire
- First-team All-Pac-12 (2020)
- 2× California Mr. Basketball (2018, 2019)

## Statistiques

### Universitaires
Les statistiques d'Onyeka Okongwu en matchs universitaires sont les suivantes :
| Saison    | Équipe        | Matchs | Titul. | Min./m | % Tir | % 3pts | % LF | Rbds/m. | Pass/m. | Int/m. | Ctr/m. | Pts/m. |
| --------- | ------------- | ------ | ------ | ------ | ----- | ------ | ---- | ------- | ------- | ------ | ------ | ------ |
| 2019-2020 | Trojans d'USC | 28     | 28     | 30,6   | 61,6  | 25,0   | 72,0 | 8,6     | 1,1     | 1,2    | 2,7    | 16,2   |
| Carrière  | Carrière      | 28     | 28     | 30,6   | 61,6  | 25,0   | 72,0 | 8,6     | 1,1     | 1,2    | 2,7    | 16,2   |

### Professionnelles

#### Saison régulière
| Saison    | Équipe   | Matchs | Titul. | Min./m | % Tir | % 3pts | % LF | Rbds/m. | Pass/m. | Int/m. | Ctr/m. | Pts/m. |
| --------- | -------- | ------ | ------ | ------ | ----- | ------ | ---- | ------- | ------- | ------ | ------ | ------ |
| 2020-2021 | Atlanta  | 50     | 4      | 12,0   | 64,4  | 0,0    | 63,2 | 3,30    | 0,40    | 0,50   | 0,70   | 4,60   |
| 2021-2022 | Atlanta  | 48     | 6      | 20,7   | 69,0  | –      | 72,7 | 5,90    | 1,10    | 0,60   | 1,30   | 8,20   |
| Carrière  | Carrière | 98     | 10     | 16,3   | 67,2  | 0,0    | 69,5 | 4,60    | 0,70    | 0,60   | 0,90   | 6,30   |

#### Playoffs
| Saison   | Équipe   | Matchs | Titul. | Min./m | % Tir | % 3pts | % LF | Rbds/m. | Pass/m. | Int/m. | Ctr/m. | Pts/m. |
| -------- | -------- | ------ | ------ | ------ | ----- | ------ | ---- | ------- | ------- | ------ | ------ | ------ |
| 2021     | Atlanta  | 18     | 0      | 9,2    | 54,8  | 0,0    | 66,7 | 2,70    | 0,10    | 0,30   | 0,70   | 2,70   |
| 2022     | Atlanta  | 5      | 1      | 21,6   | 56,3  | –      | 80,0 | 5,40    | 0,40    | 0,80   | 0,80   | 5,20   |
| Carrière | Carrière | 23     | 1      | 11,9   | 55,3  | 0,0    | 71,0 | 3,30    | 0,20    | 0,40   | 0,70   | 3,20   |

## Records sur une rencontre en NBA
Les records personnels d'Onyeka Okongwu en NBA sont les suivants, :
| Type de statistique        | Saison régulière | Saison régulière       | Saison régulière | Playoffs | Playoffs            | Playoffs      |
| Type de statistique        | Record           | Adversaire             | Date             | Record   | Adversaire          | Date          |
| -------------------------- | ---------------- | ---------------------- | ---------------- | -------- | ------------------- | ------------- |
| Points                     | 30               | 2 fois                 | 2 fois           | 9        | 2 fois              | 2 fois        |
| Paniers marqués            | 13               | Spurs de San Antonio   | 5 février 2025   | 4        | 3 fois              | 3 fois        |
| Paniers tentés             | 17               | @ Magic d'Orlando      | 8 mars 2025      | 6        | @ Celtics de Boston | 25 avril 2023 |
| Paniers à 3 points réussis | 4                | @ Magic d'Orlando      | 8 mars 2025      | 1        | @ Celtics de Boston | 25 avril 2023 |
| Paniers à 3 points tentés  | 7                | @ Magic d'Orlando      | 8 mars 2025      | 1        | 2 fois              | 2 fois        |
| Lancers francs réussis     | 11               | Cavaliers de Cleveland | 28 mars 2023     | 4        | @ Heat de Miami     | 26 avril 2022 |
| Lancers francs tentés      | 12               | Cavaliers de Cleveland | 28 mars 2023     | 5        | @ Heat de Miami     | 26 avril 2022 |
| Rebonds offensifs          | 10               | Suns de Phoenix        | 14 janvier 2025  | 5        | 2 fois              | 2 fois        |
| Rebonds défensifs          | 13               | @ Pacers de l'Indiana  | 13 janvier 2023  | 8        | Celtics de Boston   | 27 avril 2023 |
| Rebonds totaux             | 21               | Suns de Phoenix        | 14 janvier 2025  | 11       | Celtics de Boston   | 27 avril 2023 |
| Passes décisives           | 6                | @ Suns de Phoenix      | 9 janvier 2025   | 3        | @ Celtics de Boston | 25 avril 2023 |
| Interceptions              | 3                | 7 fois                 | 7 fois           | 2        | 2 fois              | 2 fois        |
| Contres                    | 5                | 3 fois                 | 3 fois           | 3        | Celtics de Boston   | 21 avril 2023 |
| Balles perdues             | 4                | 2 fois                 | 2 fois           | 3        | Celtics de Boston   | 23 avril 2023 |
| Minutes jouées             | 43               | Lakers de Los Angeles  | 30 décembre 2022 | 27       | @ Celtics de Boston | 25 avril 2023 |

- Double-double : 50
- Triple-double : 0

Dernière mise à jour : 10 avril 2025